# Spoutnik Nijni Taguil
Le Spoutnik Nijni Taguil est un club de hockey sur glace de la ville de Nijni Taguil, situé dans l'Oural, en Russie. Il évolue dans la VHL, le second échelon russe.

## Historique
Le club a changé plusieurs fois de nom au cours de son histoire :
- 1948 : Dzerzhinets Nijni Taguil
- 1959 : Avangard Nijni Taguil
- 1960 : Ouralvagonmach Nijni Taguil
- 1961 : Avangard Nijni Taguil
- 1962 : Ouralvagonmach Nijni Taguil
- 1963 : Spoutnik Nijni Taguil

## Palmarès
- Vainqueur de la Vysshaya Liga : 1970, 1975.